# Gerufa marmorata
Gerufa marmorata är en kräftdjursart som beskrevs av Barnard 1932. Gerufa marmorata ingår i släktet Gerufa och familjen myrbogråsuggor. Inga underarter finns listade i Catalogue of Life.